# Liste der Baudenkmäler in Regensburg-Burgweinting-Harting
Auf dieser Seite sind die Baudenkmäler in der Oberpfälzer Bezirkshauptstadt Regensburg zusammengestellt. Diese Tabelle ist eine Teilliste der Liste der Baudenkmäler in Bayern. Grundlage ist die Bayerische Denkmalliste, die auf Basis des Bayerischen Denkmalschutzgesetzes vom 1. Oktober 1973 erstmals erstellt wurde und seither durch das Bayerische Landesamt für Denkmalpflege geführt wird. Die folgenden Angaben ersetzen nicht die rechtsverbindliche Auskunft der Denkmalschutzbehörde.

## Baudenkmäler
| Lage                                 | Objekt                                                                   | Beschreibung | Akten-Nr.       | Bild                                          |
| ------------------------------------ | ------------------------------------------------------------------------ | --- | --------------- | --------------------------------------------- |
| Aubach (Standort)                    | Figur des heiligen Johannes Nepomuk                                      | Kalkstein, barock, 18. Jahrhundert | D-3-62-000-865  | Figur des heiligen Johannes Nepomuk           |
| Höfling 1 (Standort)                 | Schloss Höfling                                                          | Zweigeschossiger Mansarddachbau mit Halbwalm, dreigeschossigem Mittelrisalit, Vorzeichen und Putzgliederungen, spätbarock, 1750 Nebengebäude mit Remise, eingeschossiger und traufständiger Satteldachbau mit Kniestock und neubarocken Putzgliederungen, um 1900 Hofummauerung, Bruchsteinmauer mit rustizierten Portalen und Aufsätzen, Ende 18. Jahrhundert, teilweise modern erweitert Parkfiguren, mythologische Gestalten, Kalkstein, wohl 18. Jahrhundert | D-3-62-000-581  | Schloss Höfling                               |
| Kirchweg (Standort)                  | Denkmal zur Erinnerung an Thomas Kozabek 1809                            | Kubus mit dorischen Ecksäulen, Inschrifttafel und viergiebligem Dachaufsatz, Beton und Kalkstein, neuklassizistisch, 1909 | D-3-62-000-866  | Denkmal zur Erinnerung an Thomas Kozabek 1809 |
| Neutraublinger Straße 26 (Standort)  | Katholische Filialkirche St. Koloman, ehemalige romanische Doppelkapelle | Saalkirche mit eingezogenem Chor, Ostturm mit Zwiebelhaube, Langhaus 12. Jahrhundert, Chor und Ostturm 18. Jahrhundert, Sanierung 2006–07; mit Ausstattung Friedhofsmauer, im Kern mittelalterlich Steinkreuz, lateinische Form, mit Fuß und Ritzzeichnung des Gekreuzigten, Kalkstein, wohl spätmittelalterlich | D-3-62-000-549  | weitere Bilder                                |
| Obertraublinger Straße 20 (Standort) | Katholische Nebenkirche St. Michael                                      | Giebelständiger Saalbau mit eingezogenem Chor und Chorflankenturm mit Zwiebelhaube, im Kern romanisch, Chor erste Hälfte 15. Jahrhundert, 1657 Erneuerung der Turmobergeschosse, im 18. Jahrhundert barockisiert, Anbau einer Lourdesgrotte, um 1909; mit Ausstattung Friedhofsmauer, Bruchstein, im Kern wohl mittelalterlich | D-3-62-000-862  | Katholische Nebenkirche St. Michael           |
| Obertraublinger Straße 24 (Standort) | Ehemaliges Mauthaus, jetzt Bauernhaus                                    | Zweigeschossiger und traufständiger Krüppelwalmdachbau, Anfang 19. Jahrhundert | D-3-62-000-863  | Ehemaliges Mauthaus, jetzt Bauernhaus         |
| Obertraublinger Straße 54 (Standort) | Gasthaus Parzefall                                                       | Zweigeschossiger und giebelständiger Satteldachbau mit Hofgalerie und Türrahmung in Sandstein, Ende 18. Jahrhundert Stadel, eingeschossiger und traufständiger Halbwalmdachbau, 18. Jahrhundert | D-3-62-000-864  | Gasthaus Parzefall                            |
| Zieglhof 1 (Standort)                | Ehem. Forsthaus                                                          | eingeschossiger Satteldachbau mit Halbwalm und korbbogiger Durchfahrt, rechtwinklig angeschlossen ehemaligem Wirtschaftsteil, eingeschossiger Halbwalmdachbau mit segmentbogigen Öffnungen, 1. Hälfte 19. Jahnrhundert | D-3-62-000-1457 | BW                                            |